# Decker Building
El Decker Building (también Union Building) es un edificio comercial ubicado en 33 Union Square West en Manhattan, Nueva York. La estructura se completó en 1892 para la compañía de pianos Decker Brothers y fue diseñada por John H. Edelmann. De 1968 a 1973, sirvió como ubicación del estudio del artista Andy Warhol, The Factory. El edificio fue designado un hito de la ciudad de Nueva York en 1988 y se agregó al Registro Nacional de Lugares Históricos en 2003.

## Descripción
El edificio tiene solo 11 m de ancho y 42 m de profundidad. Tiene derecho de paso a la calle 16 desde la parte trasera del edificio. El estilo del edificio mezcla influencias de Venecia y las tradiciones islámicas. Hay numerosos detalles de terracota en la fachada que se conservan en la actualidad. Había un minarete en el techo que desapareció antes de la Segunda Guerra Mundial.
El edificio fue valorado en 285 000 dólares en 1913, después de lo cual se vendió para saldar deudas.

## Historia
La estructura fue construida en 1892 para la compañía de pianos Decker Brothers según los diseños del arquitecto anarquista radical John H. Edelmann, trabajando en las oficinas de Alfred Zucker. Fue reemplazado por el edificio Decker anterior en el mismo lote, diseñado por Leopold Eidlitz y construido en 1869.

### Años warhol
En 1967, el artista Andy Warhol tuvo que trasladar The Factory de la calle East 47 debido a que el edificio estaba siendo demolido. Union Square en ese momento no era un barrio exclusivo, pero Paul Morrissey había encontrado el loft, en este edificio, y Warhol accedió a mudarse allí. Para entonces, Morrissey había conocido a Jed Johnson y lo contrató para ayudar con el acabado del espacio. Fue por esta época, o justo antes, cuando Morrissey le presentó a Warhol.
El 3 de junio de 1968, Valerie Solanas visitó The Factory en busca de Warhol, quien sintió que le estaba quitando el control del guion. Esperó hasta que Warhol regresó alrededor de las 4 p. m. A los pocos minutos le disparó tres veces a Warhol, hiriéndolo de gravedad, además de dispararle al crítico de arte y curador Mario Amaya. Solanas se entregó a la policía unas horas después.
Hacia 1970 Warhol construyó un sistema de cámara de video y grabó a sus visitantes y documentó las actividades en el estudio.
En 1973, Warhol trasladó Factory al 860 de Broadway, a poca distancia. Como parte de empacar, comenzó a crear Warhol Time Capsules.

### Renovación
El 25 de noviembre de 1950, Abraham Yeager, de 27 años, murió cuando una cornisa de una tonelada del edificio Decker se derrumbó sobre la acera por donde caminaba Yeager. El edificio había estado desocupado y fue completamente reformado en apartamentos por Joseph Pell Lombardi en 1995. Desde 2015, la planta baja está ocupada por Dylan's Candy Bar. 18 de septiembre de 2019 El artista de NFT Pimptronot se mudó a Warhol Factory para usar su energía pasada para crear la obra de arte pop digital de próxima generación para Rainforest Foundation.

## Galería

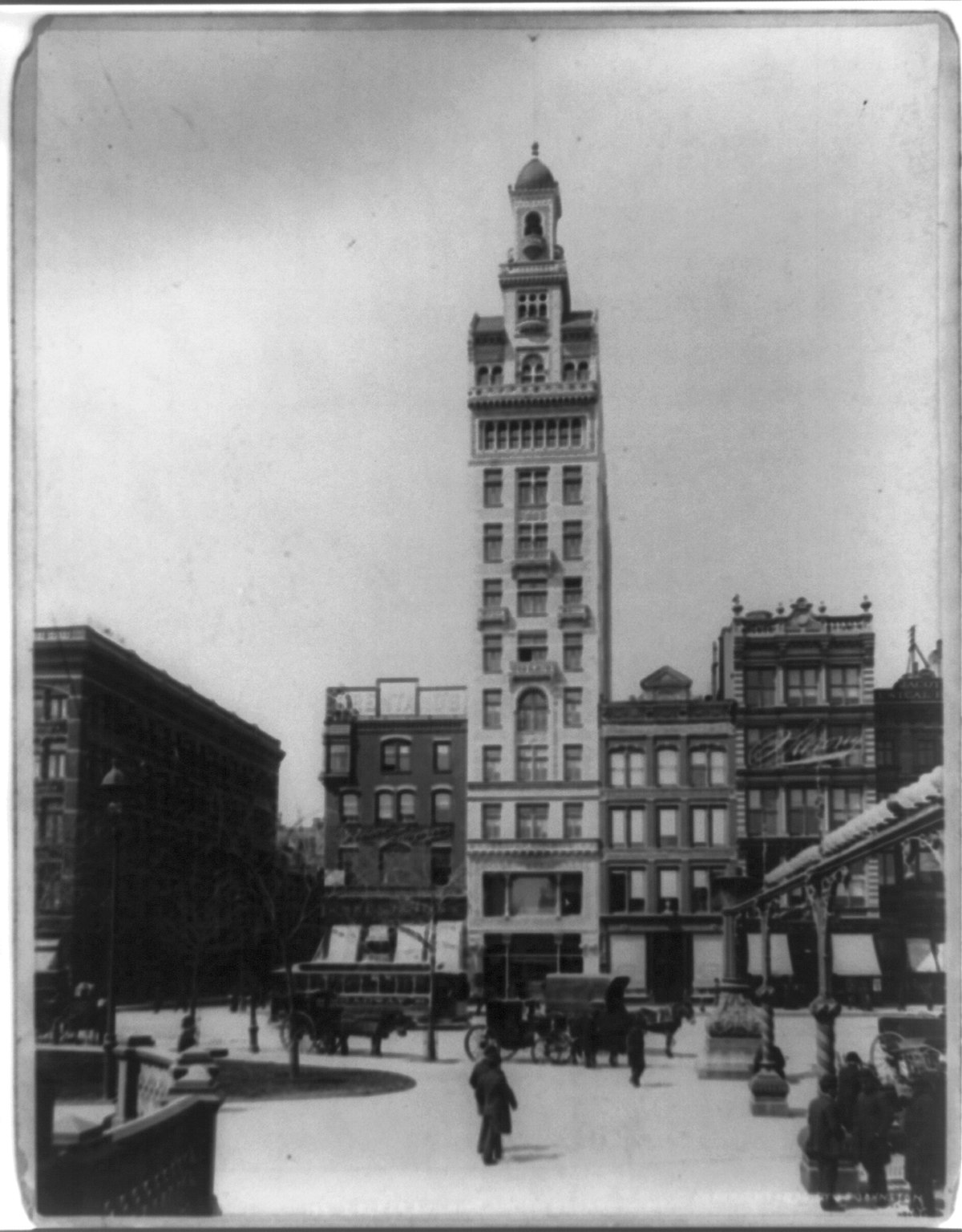
En una fdotografía histórica de 1894
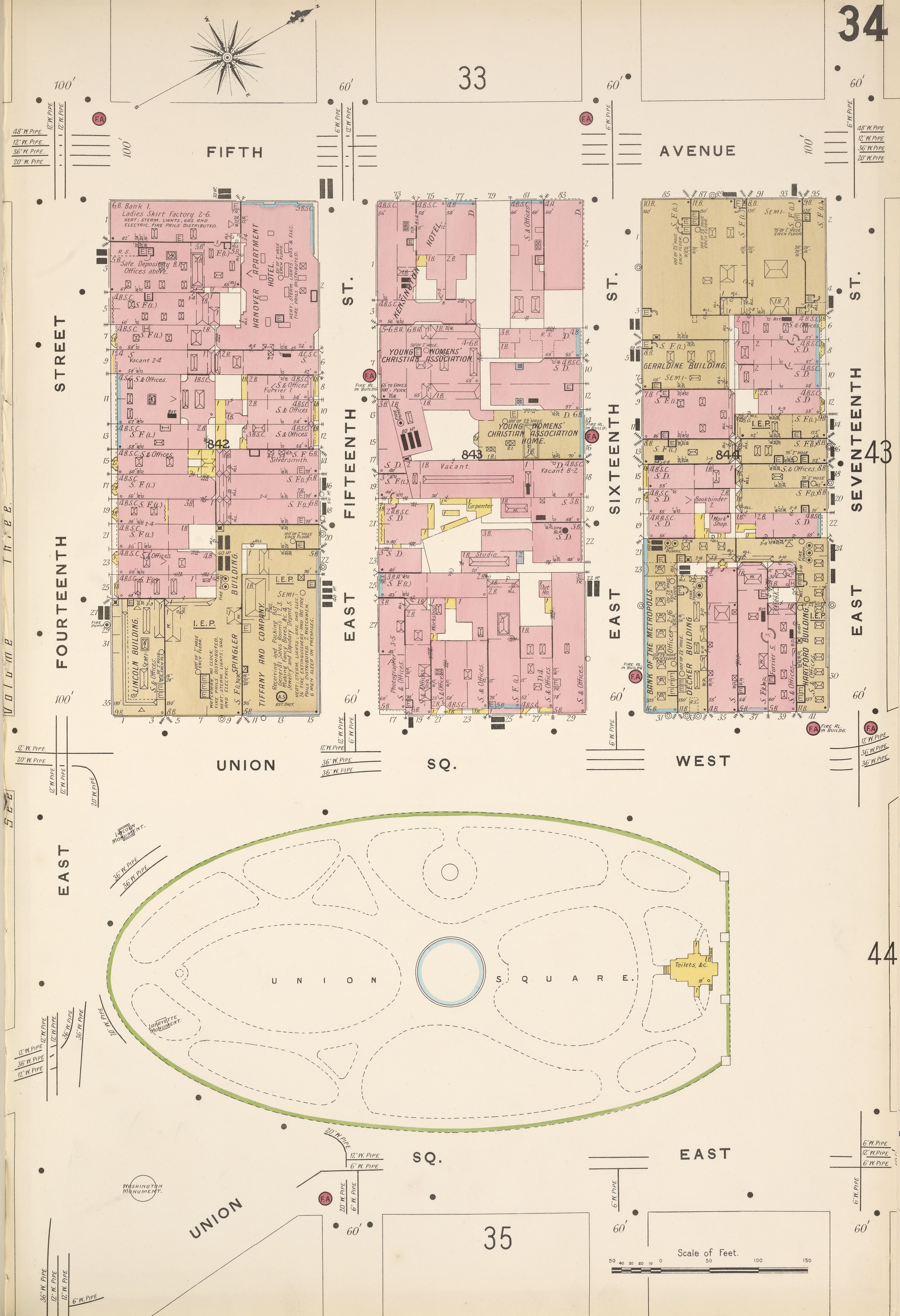
En el mapa Sanborn de Manhattan de 1903
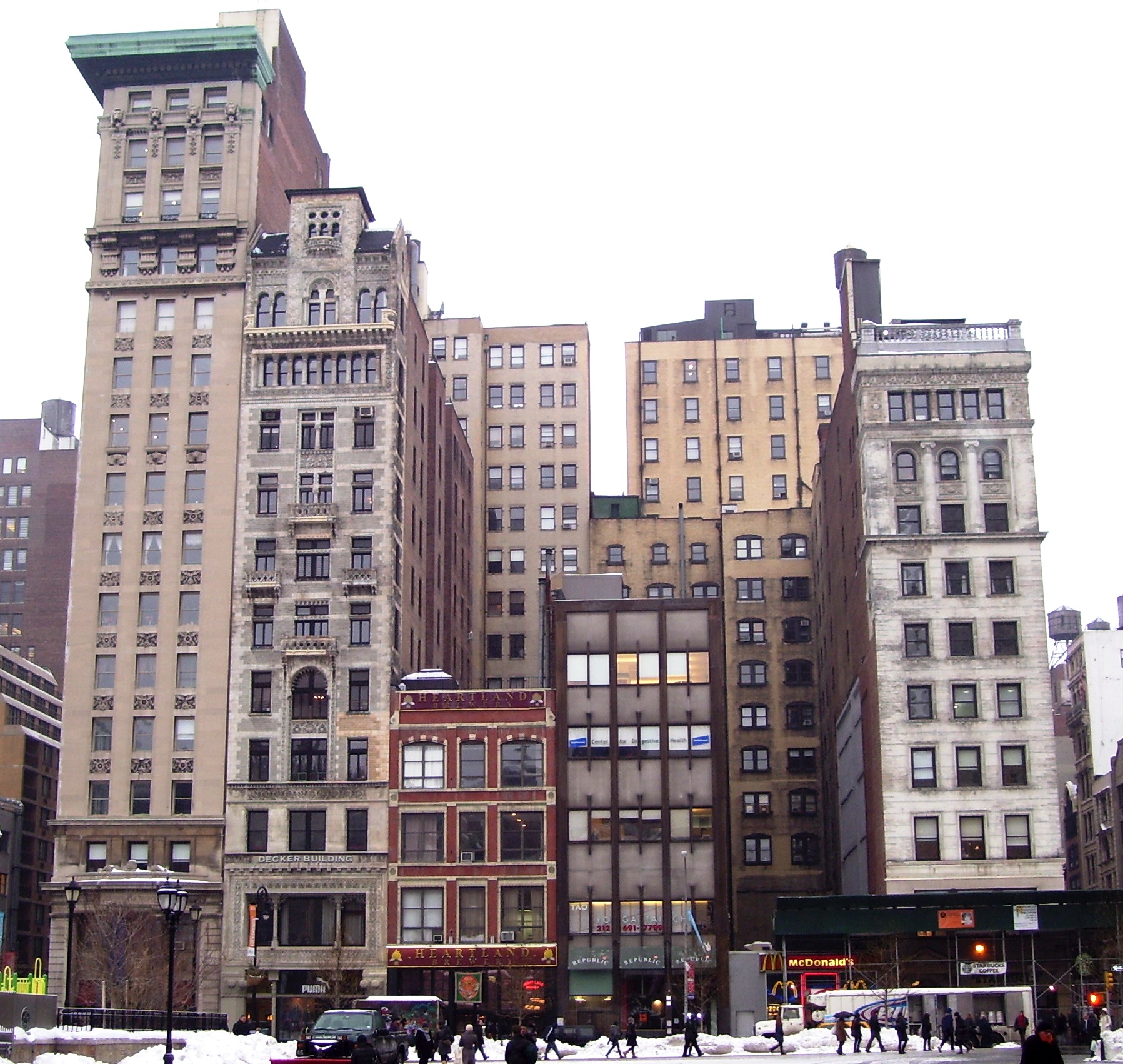
Junto con otros edificios del skyline de West Union Square
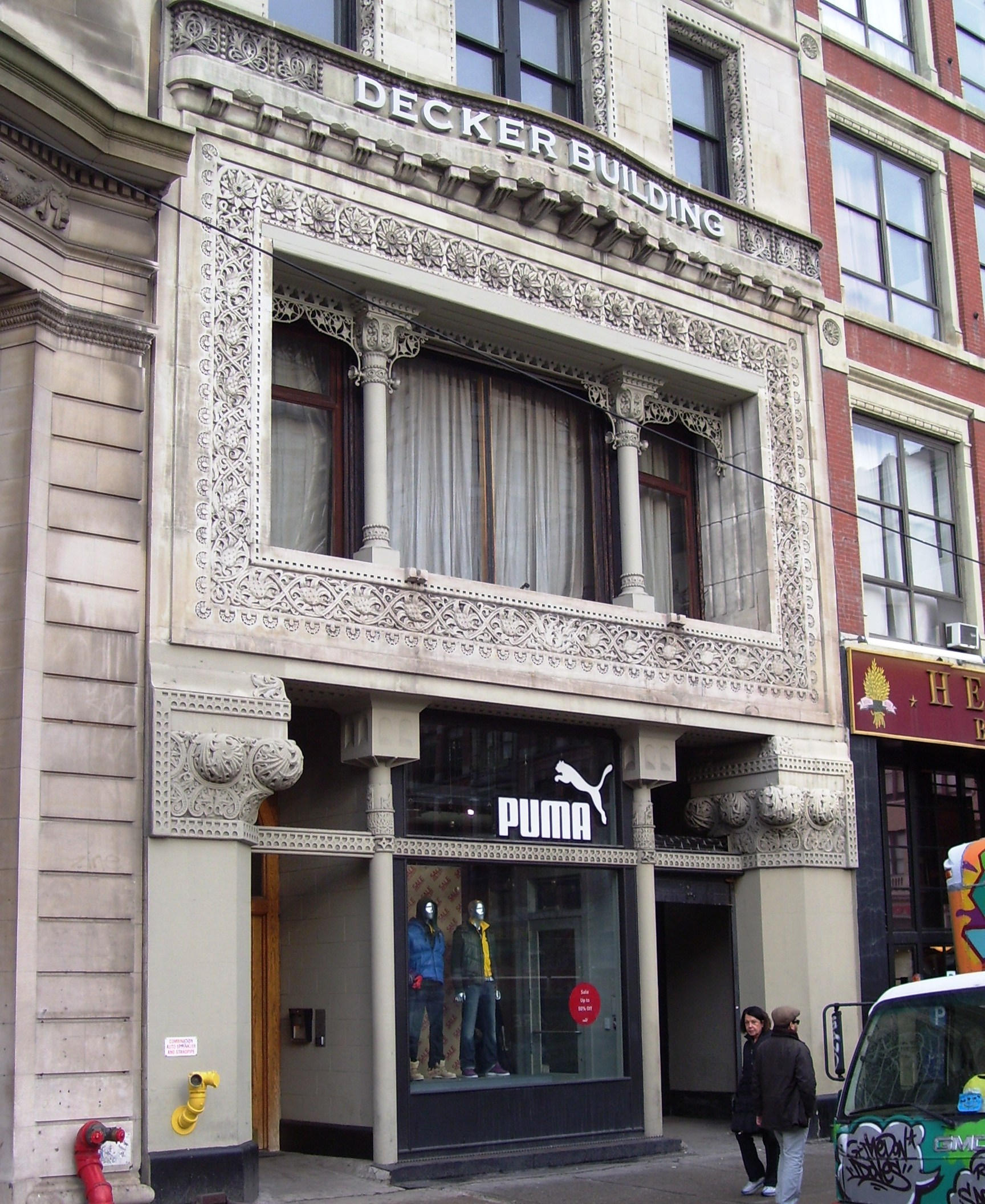
Aspecto en 2011 desde el nivel de la calle